# Ferrocarrils de la Generalitat de Catalunya

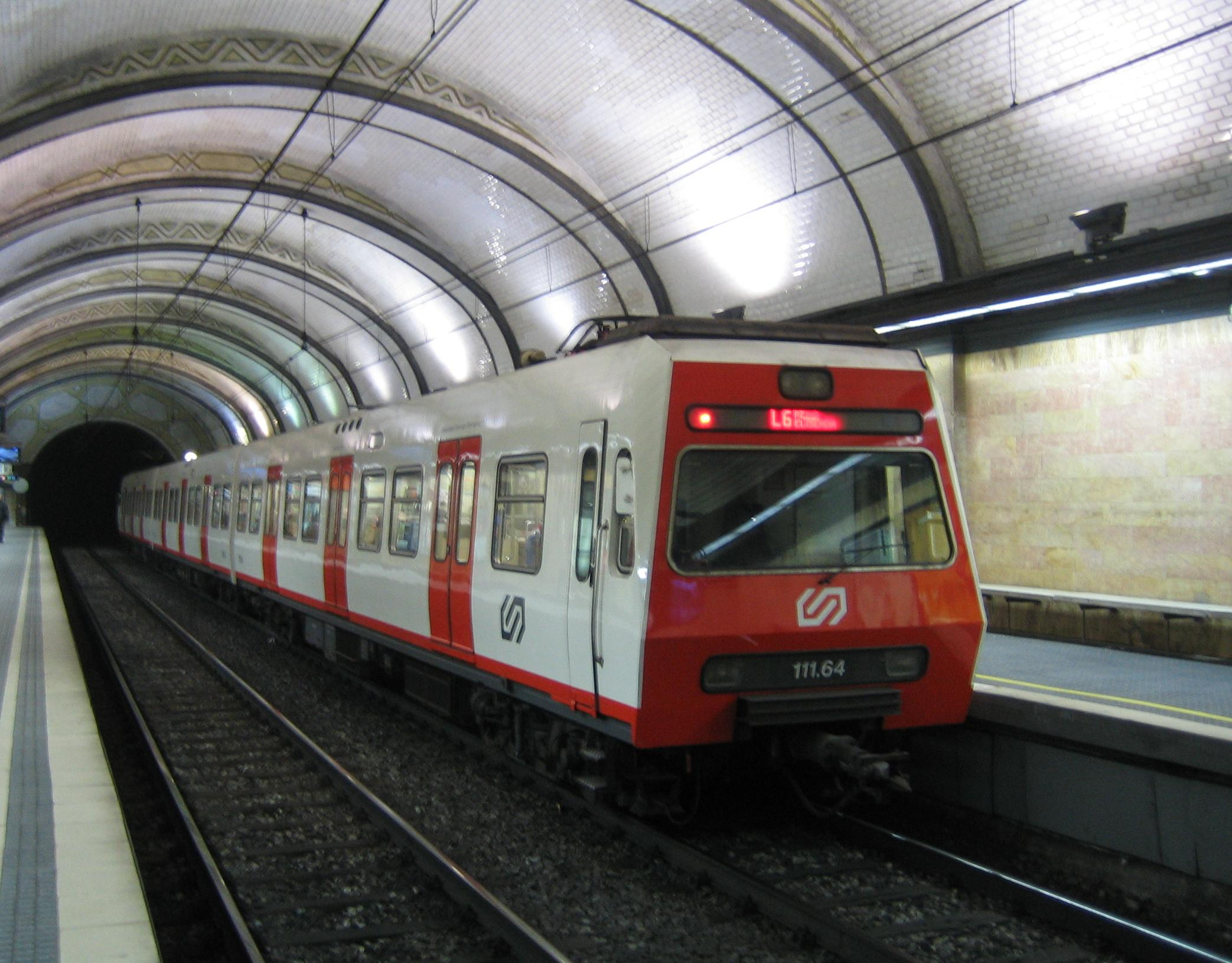
FGC vonat(111 sorozat) Barcelonában

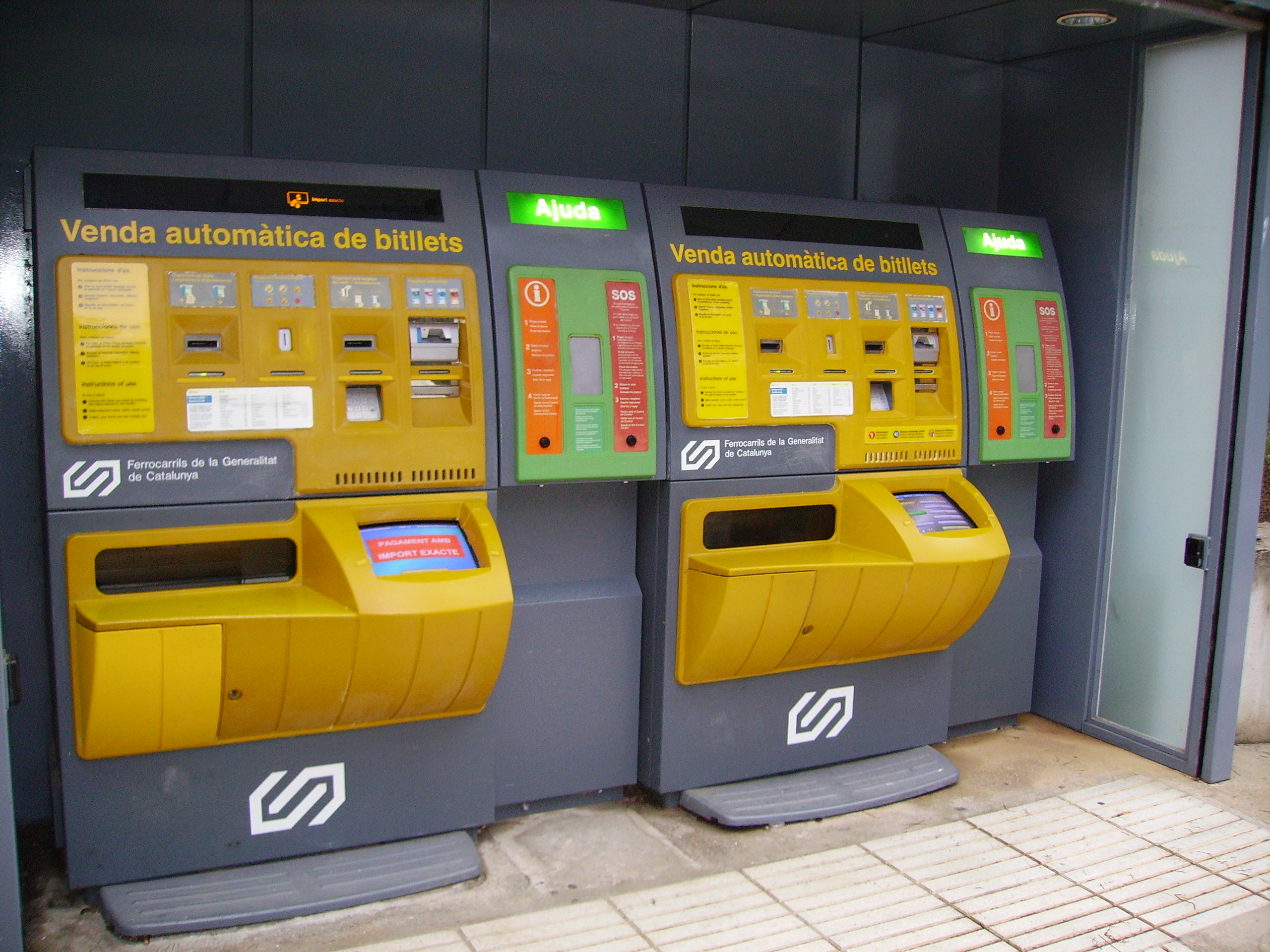
Jegyautomaták

Ferrocarrils de la Generalitat de Catalunya vagy röviden az FGC, egy vasúttársaság Spanyolországban. A társaság üzemeltetési körébe tartozik a barcelonai metró egy része, elővárosi vonalak és turista-vasutak. A vállalatot 1979. szeptember 5-én alapították, jelenlegi vezetője Enric Ticó i Buxadós.
Egyike azon kevés vasúttársaságnak, amelyek négy különböző nyomtávolsággal épült hálózattal rendelkeznek.

## Teherszállítás

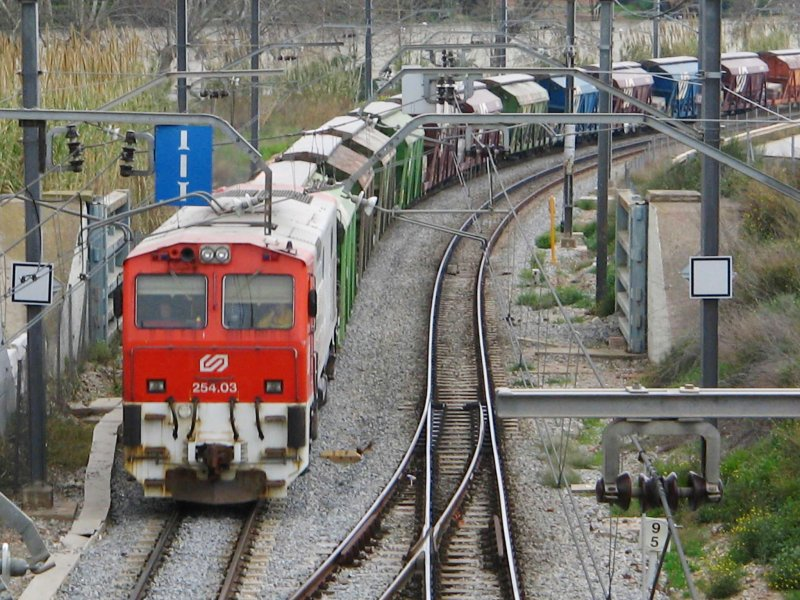
Az FGC 254.03 mozdonya egy tehervonatot vontatva Sant Boi közelében

2012 szeptemberében az FGC elkezdte a teherszállítást a spanyol vasúthálózaton is. Jelenleg a Barcelona – Sevilla és a Barcelona – Madrid viszonylaton közlekedik.

## Lásd még
- Az FGC vonalainak listája
- RENFE
- FEVE
- Spanyolország közlekedése
- Spanyolország vasúti közlekedése